# Domenico Zanatta

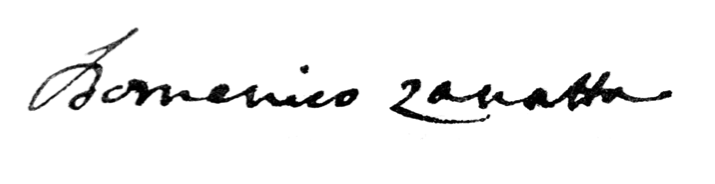
Domenico Zanatta (firma)

Domenico Zanatta (Venezia, 1665 circa – Verona, 5 agosto 1748) è stato un compositore e violinista italiano.

## Biografia
Domenico Zanatta secondo le informazioni dei frontespizi delle raccolte a stampa nacque a Venezia attorno al 1665.
Nel 1694 fa parte della corporazione dei sonatori come violinista. Nello stesso periodo venne assunto nella cappella musicale di Montagnana. Successivamente ne divenne maestro di cappella.
Dalle numerose sono raccolte a stampa pubblicate nel periodo che va dal 1689 al 1715, si può dedurre la fama che potesse avere il compositore con la società musicale veneta.
Nel 1709 venne incaricato di comporre le musiche per le celebrazioni dell'Incoronazione della Madonna Lauretana che si tennero nella Chiesa di San Nicolò (Verona). Per tale occasione compose l'oratorio "Esther Coronata" sul libretto del conte Luigi Nogarola Maffei. Grazie al successo ottenuto, Zanatta venne nominato maestro di Cappella dell'Accademia Filarmonica di Verona. per quattro mandati 1719, 1723, 1725, 1731.
Nel 1724 Dopo la morte di Bernardino Restelli, il capitolo di Verona bandì il concorso per il ruolo di maestro di cappella, in seguito alla rinuncia del vincitore Don Girolamo Zanatta, figlio di Domenico. Il concorso venne rifatto e questa volta venne nominato Domenico Zanatta a coprire la cattedra alla direzione musicale del Duomo di Verona, nonché all'insegnamento del "cantus firmus" presso la Scuola degli Accoliti. Ruoli che coprì fino alla rinuncia per motivi di salute nel 1746.
Di questo periodo sono le numerose composizioni in manoscritto conservate presso la Biblioteca Capitolare di Verona, musiche per di più a doppio coro in stile veneziano e che vennero eseguite fino al 1800.
A seguito di "mal di petto , e febbre" probabilmente tubercolosi Domenico Zanatta morì  il 5 agosto 1748.

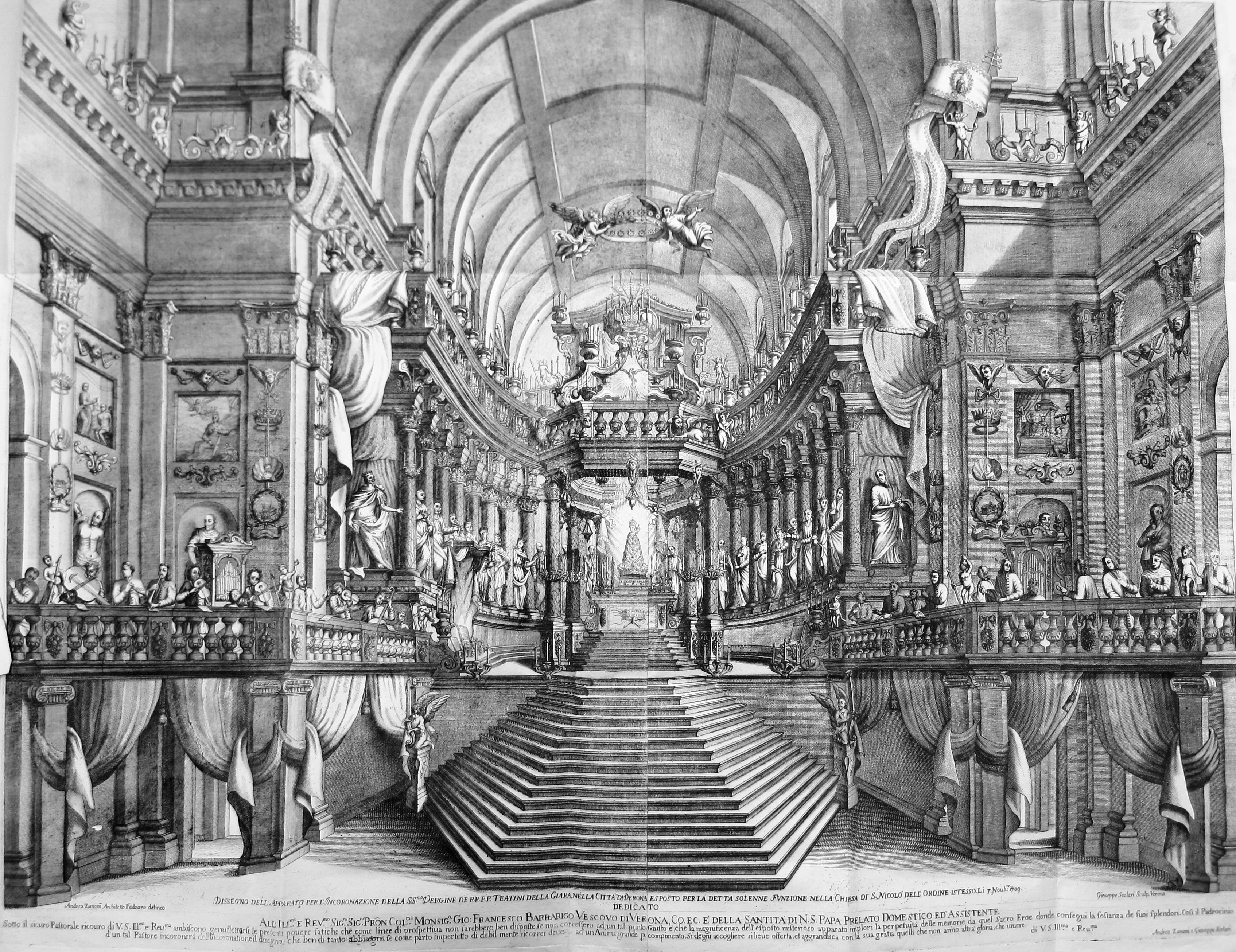
Maestà coronata - Interno di San Nicolò - Novembre 1709

## Composizioni[7]

### Raccolte a stampa
- Suonate da chiesa à 3 strumenti, due violini, e violoncello, col basso per l'organo: op. 1 dedicata all'altezza serenissima di Ferdinando Carlo Duca di Mantova, Monferato, & c., 1689
- Cantate a voce sola in soprano con Violini: opera seconda , 1695
- Concerti da camera e sonate da Chiesa: a tre, due Violini, e Violoncello, col basso continuo: op. terza, 1696
- Intrecci armonici diversi: espressi in cantate a voce sola in soprano e contralto: Op. 4, 1696
- Cantate in soprano a voce sola, et Ariette con violini unisoni, 1698
- Salmi spezzati a quattro voci da cappella, 1715
- balletti alla francese, opera quinta[8]

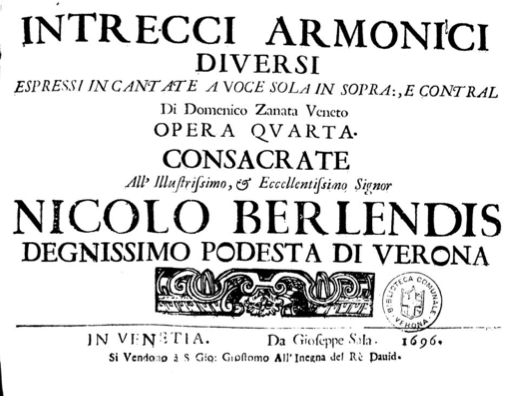
Intrecci armonici diversi (frontespizio)

### Oratori
- Esther Coronata libretto di Luigi Nogarola Maffei, prima esecuzione: Chiesa San Nicolò 5 novembre 1709[9]
- Sacrificio d'Abram oratorio a 4 voci con instrumenti, libretto di Luigi Nogarola Maffei[10]
- Il peccato originale ovvero Adamo ed Eva. Oratorio a 4 voci con instrumenti Opus in duas partes divisum; praecedit "sinfonia".

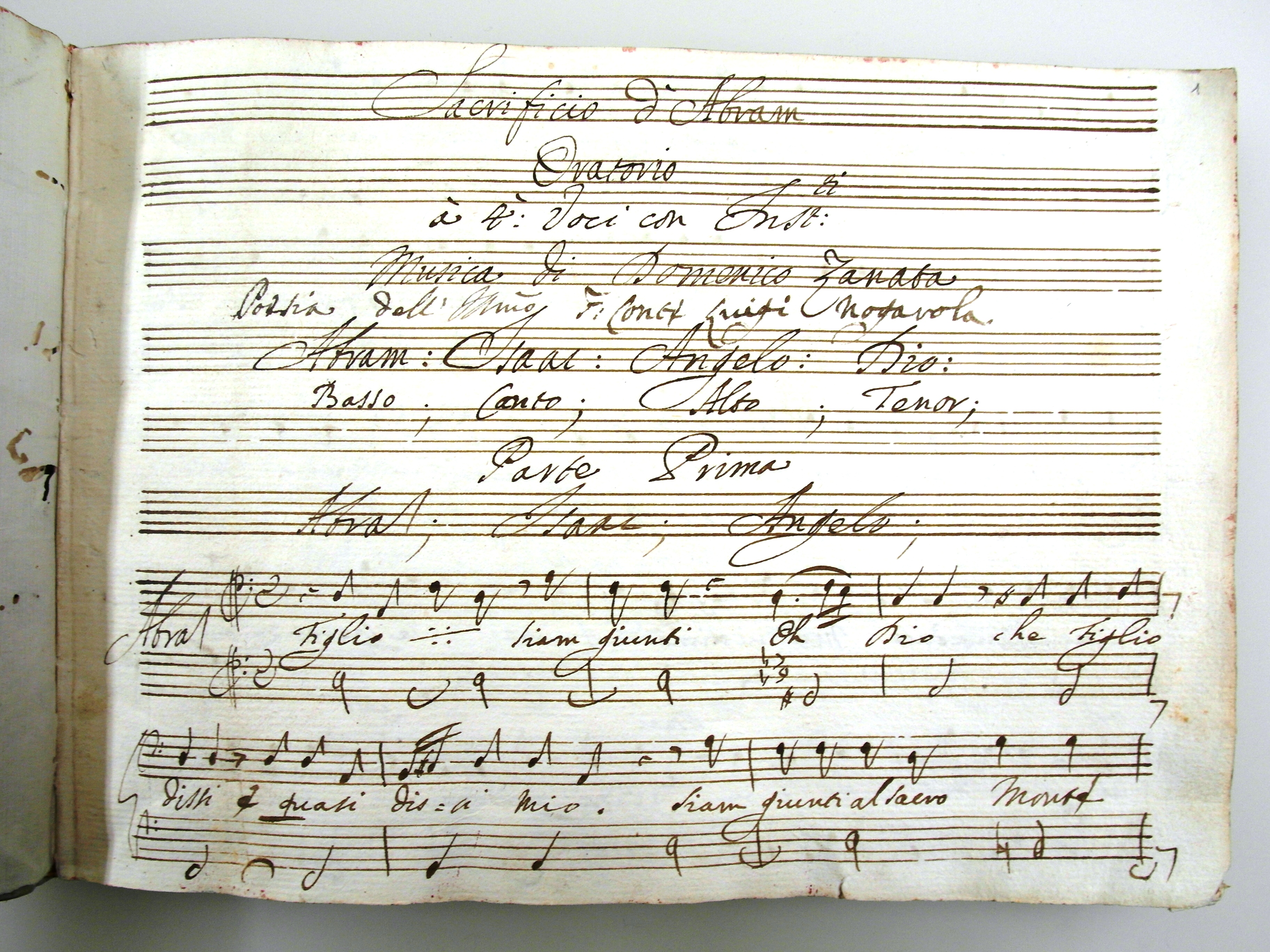
Sacrificio d'Abram (Frontespizio)

### Musica sacra
- Responsori delli 3 notturni in nativitate D.N.J.C.
- Sequentia victime Pascali A due Cori, 1726
- Messa a 2 cori breve, Messa a 4 voci piene con Violini ad libitum, 1746
- Litanie a due cori brev, con Ins. ad libitum, 1717
- Invitatoria a Responsoria in Notte D.ni, 1738
- Kyrie e Gloria concertata con Alto e Violini a Libitum
- Haec Dues à voci "Veni Sancto Spiritus"
- Impropery à 4 voci con il Vexilla, 1743
- Litanie della beatissima Vergine a 4 voci piene, cioè Soprano, e tenore, Alto, e Basso, col un altro Tenore in luogo del contralto: con Violini e Tromba a Libitum, 1742
- Messa a due cori
- Benedictus Dominus: a 4 voci piene con V.le ad libitum, 1724
- Responsori pel Notturno della settimana santa per tutti i 3 giorni
- Responsori e Messa pro Defunctis de Capella
- Psalmodia Vespertina a 8 voci con Strumenti (Dixit Dominus)
- O Salutaris Hostia, Pange Lingua, Ave Maris Stella a 4 voci
- Tantum Ergo a 4 voci
- Salmo 109. Dixit Dominus Domino meo, etc. a due Cori cioè otto voci reali a Cappella in canone con due Violini in canone ed una Viola
- Magnificat. A 8. Voci in Canone all'Unisono, Con due Violini e Viola
- Psalmus 121. Laetatus sum. A otto voci reali e, con due Violini, Viola di Alto ed Organo, in Canone